# Хотел Barcode
Хотел Barcode je нови хотел и велнес центар изграђен и отворен у новембру 2020. године, са четири звездице, који се налази у Сомбору, на адреси ЈНА бб.

## О хотелу
Хотел располаже са 17 луксузно опремљених соба и 4 апартмана, у које може да се смести укупно 50 гостију. Све собе су опремљене са клима уређајима и ЛЦ телевизором.Собе су једнокреветне, двокреветне и трокреветне, апартмани су са кухињом и без кухиње.
Посебан угођај омогућава велнес 
центар изграђен по најсавременијим стандардима. Хотел поседује базен са хидромасажном кадом и водопадом, парно купатило, финску сауну, просторију за масажу, фитнес салу и теретану. 
У склопу хотела је сала и мини сала за састанке па је у њему могуће организовати разне семоинаре, скупове, конференције, презентације и друго. Сала за састанке је капацитета до 50 места опремљена најсавременијом аудио-визуелном опремом. Мала сала је капацитета до 10 особа намењена мањим састанцима.
Обезбеђен је паркинг простор, гаража. У својој понуди има и најам аутомобила и бицикла.